# Mercitalia Shunting & Terminal
Mercitalia Shunting & Terminal S.r.l. (abbreviato MIST; in precedenza Serfer) è una società a responsabilità limitata italiana a socio unico di proprietà di FS Logistix che opera nel settore ferroviario. In particolare nel trasporto di merci su rotaia, nel settore delle manovre ferroviarie e, dopo la fusione per incorporazione di Mercitalia Terminal S.p.A., nel campo dei trasporti intermodali.

## Storia
Nel 2017 la società vince la gara per la gestione delle manovra per conto di Trenord; il 6 luglio dello stesso anno viene ceduta da Trenitalia a Mercitalia Logistics.
Il 3 gennaio 2018 la società cambia nome in Mercitalia Shunting & Terminal S.r.l., abbreviato MIST.
A maggio 2022 la struttura societaria del Gruppo Ferrovie dello Stato è stata riorganizzata secondo quattro poli di business.
Il 6 luglio 2022, la società acquisisce un ramo d'azienda di Auta Marocchi S.p.A. nella sua filiale logistica di Terni, specializzata nel trasporto ferroviario.
MIST viene collocata sotto il Polo Logistica attraverso il controllo della subholding Mercitalia Logistics.

## Dati principali
Mercitalia Shunting & Terminal impiega circa 1800 dipendenti e dispone di circa 130 locomotori; la società è organizzata su più divisioni operative che fanno capo alle sedi di Genova (uffici della direzione e aula di formazione) e Udine (principale officina di manutenzione sociale), con le quali opera su tutto il territorio nazionale.
Mercitalia Shunting & Terminal è operatore dotato di licenza come impresa ferroviaria (n. 25 rilasciata il 28/05/2002 da Rete Ferroviaria Italiana) e certificato di sicurezza (n. 117, rilasciato nel 2007, anch'esso da Rete Ferroviaria Italiana e successivamente rinnovato dall'ANSF - Agenzia Nazionale per la Sicurezza delle Ferrovie).

### Servizi svolti

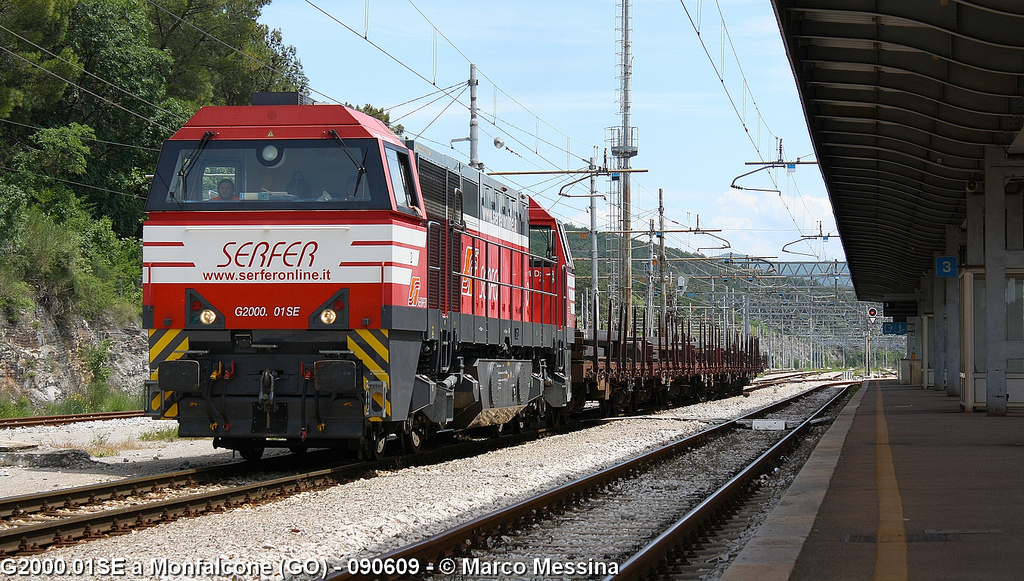
Locomotiva Serfer G.2000.01 al traino del MRS Monfalcone - San Giorgio di Nogaro

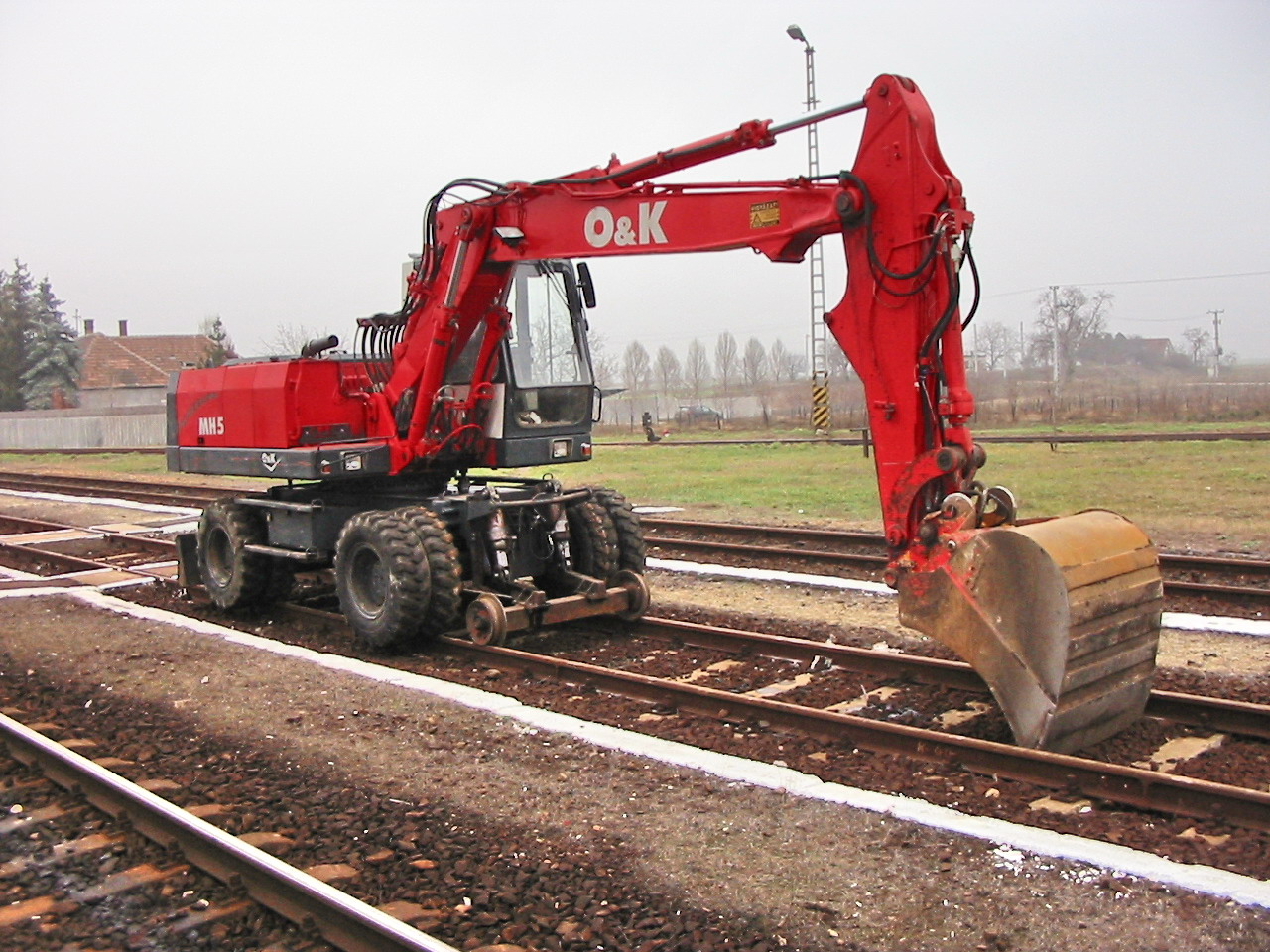
Escavatore con spostamento su gomme e rotaie per la manutenzione dell'infrastruttura

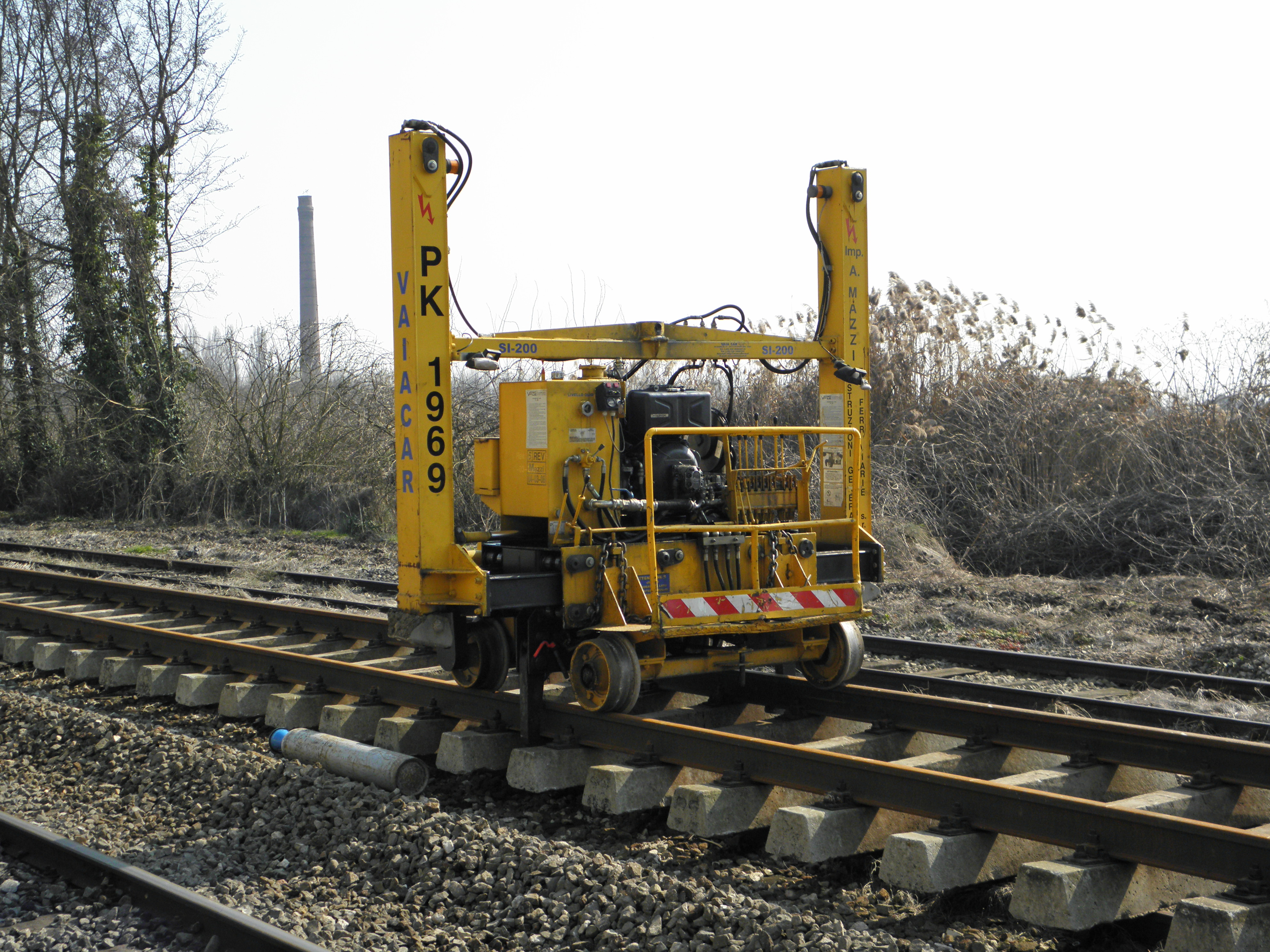
Una sollevatrice idraulica autopropulsa.

I principali servizi svolti da Mercitalia Shunting & Terminal sono costituiti da:
- trazione, verifica condotta e scorta in qualità di Impresa Ferroviaria
- manutenzione, con officine fisse e mobili
- noleggio di materiale rotabile
- formazione del personale, finalizzata al mantenimento delle competenze
- progettazione, costruzione e gestione di raccordi ferroviari
- manovra ferroviaria, sia in aree private che in scali pubblici
- gestione di reti ferroviarie e raccordi portuali

Fino al 2001 curava anche le manovre all'interno del Porto di Genova, attraverso la controllata Ferport, poi messa in liquidazione. Al 2012 risultava ancora operativa l'altra controllata, Ferport - Napoli, incaricata del servizio all'interno del porto campano.

## Parco rotabili
Prevalentemente costituito da locomotori da manovra o da raccordo, il parco rotabili è estremamente eterogeneo. Esso annovera anche alcune locomotive diesel di grossa potenza omologate per l'impiego sui binari di Rete Ferroviaria Italiana. Completano il parco alcuni locotrattori.
Tali mezzi sono indicati nell'ambito del parco MIST con un identificativo sociale costituito da una lettera "K" seguita da un progressivo numerico a tre cifre. Di taluni veicoli MIST ha la disponibilità in virtù di accordi a vario titolo con i propri clienti.
Altri mezzi di trazione hanno fatto o fanno parte del parco utilizzato da Serfer.
In particolare, nel 2005 l'intera serie di locomotive FS D.235.0001-0002 e 0005-0017 fu destinata al noleggio da parte della società, che non le impiegò tuttavia mai in servizio attivo.
Sono inoltre state normalmente noleggiate diverse locomotive elettriche di proprietà della controllante Trenitalia (inizialmente appartenenti ai gruppi E 645, E 656, oggi E 655) e dell'Autorità Portuale di Savona (inizialmente E 656 ex FS, poi E 483 021-022).
Infine, diversi servizi sono stati o sono svolti con locomotive elettriche E 484 (per conto di Crossrail), E 189 e con le E 486 501-502 (locomotive BLS Cargo).